# Гізер Тетчер
Гізер Тетчер (англ. Heather Thatcher; 3 вересня 1896, Лондон — 15 лютого 1987) — британська акторка.

## Життєпис
Почала свою кар'єру в якості співачки і танцівниці. У 1915 році Тетчер дебютувала в кіно в німому пригодницькому фільмі «В'язень фортеці Зенда». Далі були ще кілька невеликих ролей в німих фільмах, перш ніж відбувся її дебют в театрі. Саме театральні ролі зробили акторку зіркою музичної сцена Вест-Енду. 
З 1937 по 1944 рік Тетчер працювала в Голлівуді, де знялася у фільмах «Товариш» (1937), «Якби я був королем» (1938), «Красунчик Жест» (1939), «Полювання на людину» (1941) та «Газове світло» (1944). 
Після повернення на батьківщину актриса продовжила кар'єру в кіно, з'явившись в картинах «Анна Кареніна» (1948), «Глибоке синє море» (1955) і ряді інших, а в 1955 році відійшла від зйомок.
Хізер Тетчер померла в Лондоні в лютому 1987 року в віці 90 років.

## Вибрана фільмографія
- 1919 — Перші люди на Місяці / The First Men in the Moon,
- 1934 — Приватне життя Дон Жуана / The Private Life of Don Juan
- 1942 — Ми танцювали / We Were Dancing)
- 1943 — Поза підозрою / Above Suspicion
- 1944 — Газове світло
- 1948 — Анна Кареніна